# HD16002
HD16002 є хімічно пекулярною зорею спектрального класу
A2 й має видиму зоряну величину в смузі V приблизно 9,1.

## Пекулярний хімічний вміст
Зоряна атмосфера GSC9150-1200 має підвищений вміст Cr .